# Ланская, Ева Евгеньевна
Ева Евгеньевна Ланская (Христенко) (7 апреля 1987, Тула, Россия) — российская писательница, автор и исполнитель лирических баллад, выпускница факультета журналистики МГУ, специалист по истории Франции, член Союза писателей России, общественный деятель. Занимается социальной проблематикой, входит в МОО «Союз социальной защиты детей».

## Биография
Родилась 7 апреля 1987 года в городе Тула. Отец её был художником, мать работала в библиотеке. Родители с детства привили девочке любовь к чтению, книгам и искусству. После школы Ева поступила на Факультет журналистики МГУ, а через некоторое время уехала в Париж и продолжила там обучение. Получив образование за рубежом, Ланская продолжила заниматься на Факультете журналистики МГУ им. М. В. Ломоносова, и в 2005 получила диплом. Некоторое время она являлась ведущей нескольких телевизионных программ. Сначала Ланскую пригласили работать ведущей рубрики «Редкая вещь» в программе «Воскресное утро». Передача была посвящена антиквариату и предметам искусства. Выбор тематики не случаен, ведь Ева является давним поклонником и коллекционером современного искусства.
Пробовала свои силы в разных жанрах. Так, например, в 2002 году приняла как актриса участие в съёмках клипа группы Hi Fi «Я люблю».
Также, в начале 2000-х начала карьеру певицы.  В соавторстве с композитором Давидом Ателланом, как автор-исполнитель, выпустила альбом «Sex Attitudes», («Сексуальные отношения»). Диск был выпущен французским лейблом Atoll Music в июне 2005 года. После окончания певческой карьеры Ева сосредоточилась на писательстве.

## Литературная деятельность
Ланская пишет с 2002 года. Является автором пяти романов, первый из которых под писательским псевдонимом Ева Ланска и под названием “Wampum” вышел в 2008 году. 
Романы в порядке появления в свет 
2008 год «Wampum» 
2008 год  «Клото. Жребий брошен» 
2009 год  «Бумеранг. Надежда возвращается» 
2010 год «Четверо мужчин для одной учительницы» 
2014 год  «Жена пРезидента»     
Член Союза Писателей России     

## Социальная проблематика
Ланская давно занимается социальной проблематикой. С декабря 2009 г. входит в МОО «Союз социальной защиты детей». За прошедшее время организацией было проведено более 30-ти мероприятий, таких как:
- Встречи с родителями из неблагополучных семей и профильными специалистами (психологами, врачами, логопедами);
- Семинары для подростков на тему толерантности;
- Сбор гуманитарной помощи для многодетных и малообеспеченных семей;
- Благотворительный концерт в доме Пашкова, посвящённый началу акции «Музыкальные инструменты детям»;
- Посещение детских домов с общественными и государственными деятелями;
- Работа с детьми и проведение развивающих акций.

## Личная жизнь
Ланская была замужем дважды. От первого брака у неё есть дочь.
- Первый муж — один из создателей «Альфа-групп», владелец сети гипермаркетов «Мосмарт», Михаил Безелянский.
- Второй муж — Владимир Викторович Христенко (1982), бизнесмен и ресторатор, сын бывшего и. о. Премьер-министра РФ Виктора Христенко. В этом браке детей не было. Скандальный развод и судебная тяжба супругов вокруг имущественного спора освещались в СМИ. В заявлении на развод в марте 2011 года Ева указала, что устала от гламурного образа жизни Владимира, и последней каплей, переполнившей чашу её терпения, стало известие, что у мужа есть внебрачный ребёнок[1].